# ريغي جونسون (لاعب كرة قدم أمريكية)
ريغي جونسون (بالإنجليزية: Reggie Johnson)‏ هو لاعب كرة قدم أمريكية أمريكي، ولد في 27 يناير 1968 في بينساكولا في الولايات المتحدة.

## وصلات خارجية
- ريغي جونسون على موقع مرجع كرة القدم المحترفة.كوم (الإنجليزية)